# Gabrielle Onguéné
Gabrielle Aboudi Onguéné, née le 25 février 1989 à Douala, est une footballeuse camerounaise. Elle évolue dans le club CSKA Moscou en Russie et occupe le poste d'attaquante au sein de la sélection nationale camerounaise de football féminin.

## Biographie
Gabrielle Aboudi Onguéné est née le 25 février 1989 à Douala, ville portuaire et capitale économique du Cameroun. Elle est la fille de Clément Onguéné (et n'est donc pas apparentée à Jean Manga Onguéné, ancien footballeur international et sélectionneur de l'équipe du Cameroun de football). 

### En club
Elle fait ses débuts à Ngon di Nkam, club de Yabassi basé dans la ville Douala. Repérée lors d'un match avec son club par des dirigeants du Canon Sportif de Yaoundé, elle intègre ce dernier en 2005.

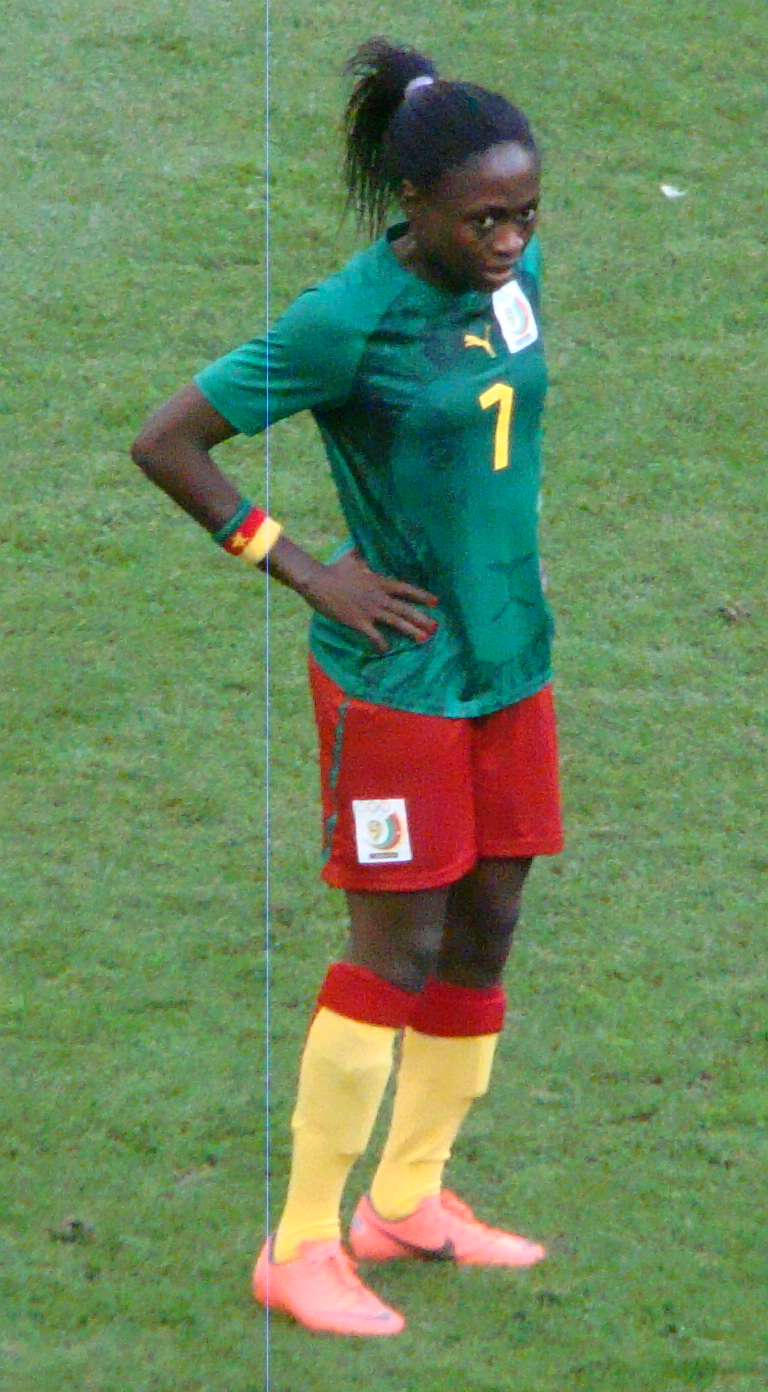
Attaquante de l'équipe de football camerounaise

Elle passe ensuite au club des Louves Minproff, autre club de Yaoundé, en 2006. Au sein du club de la capitale camerounaise, elle remporte le championnat de football féminin en 2009, 2010 et 2011, ainsi que deux Coupes du Cameroun en 2010 et 2011. 
Puis elle s’expatrie en Europe avec un essai en Pologne au Pogoń Szczecin en 2011 puis elle rejoint l'Alfa 09 Kaliningrad lors de la saison 2012. En 2015, elle s’engage avec le FK Rossiyanka à la veille de la Coupe du Monde. Elle intéresse alors les grands clubs européens, dont le Paris SG. Mais c’est le CSKA Moscou qui réussit à la convaincre. Ses dirigeants rachètent les deux ans de contrat qu’elle a encore avec Rossiyanka, et lui offre un salaire  supérieur. L'attaquante des Lionnes Indomptables devient une des meilleures joueuses de ce club de Moscou, et finit la saison 2017 en tant que troisième meilleur buteuse de l'élite féminine russe.

### En équipe nationale
En octobre 2014, elle cumule 23 sélections et 9 buts en équipe nationale du Cameroun. 
Elle remporte au sein de la sélection nationale féminine la médaille d'Or aux Jeux africains de 2011 au Mozambique, et la médaille de bronze à la CAN 2012  en Guinée équatoriale.
Elle est sélectionnée dans l'équipe nationale pour le Tournoi féminin de football aux Jeux olympiques d'été de 2012  à Londres et marque un but contre la Nouvelle-Zélande le 31 juillet 2012. Elle devient ainsi la première et unique buteuse camerounaise dans le tournoi Olympique de football féminin.
Elle participe à la Coupe du monde de football féminin 2015 qui a lieu au Canada.
Elle est élue meilleure joueuse de la CAN féminine organisée au Cameroun en 2016.
Lors des éditions 2016 et 2017, elle échoue à la deuxième place du classement des meilleures joueuses africaines (CAF Awards), et à chaque fois derrière la nigériane Asisat Oshoala. Elle est médaillée de bronze lors de la Coupe d'Afrique des nations féminine de football 2018 avec le Cameroun qui se qualifie également pour la Coupe du monde féminine de la FIFA en France prévue en 2019. 
En 2019, elle est d'ailleurs de nouveau retenue dans la sélection nationale du Cameroun pour cette Coupe du monde de football féminin. Lors de cette compétition, elle se bat avec obstination durant le match contre le Canada dans le rôle d’attaquante de pointe esseulée, et marque un but contre les Pays-Bas.
Elle est appelée en équipe du Cameroun pour disputer la Coupe d'Afrique des nations 2022.